# Panelus assamensis
Panelus assamensis är en skalbaggsart som beskrevs av Gilbert John Arrow 1907. Panelus assamensis ingår i släktet Panelus och familjen bladhorningar. Inga underarter finns listade i Catalogue of Life.